# 叩き込み
叩き込み（はたきこみ、たたきこみ）とは、相撲の決まり手の一つである。突きや押しの攻防の中で、体を開き、相手の肩や背中をはたいて倒す技。引き落としは体を開かない点でこの技とは異なる。
立合いの際の変化で当決まり手が発生するケースが多く、そのような相撲は注文相撲と称されるが、上位力士に奇襲を仕掛けるような場合でもない限り、あまり誉められた形とされていない。迂闊に叩くと引いたところを相手につけ込まれてそのまま土俵を割ることがあるため、大局的に見ると叩き中心の相撲は合理的ではない。
一方で、対戦相手の変化に応じた結果として当決まり手が発生するケースも見られる。具体的には変化した相手に横もしくは背後に回り込まれた際、体を相手の正面に向き替えた結果、攻めようとしていた相手が前に倒れ込み、結果的に「叩き込み」となる場合もある。元大関・小錦が幕内に上がったばかりの頃、彼は廻しに目もくれずひたすら突っ張りを繰り出していたが、相手が突っ張りの威力に耐えられず足に来て倒れた取組で「叩き込み」が宣告されることもあった。
当決まり手が発生する際には必然的に相手の頭・肩・背中のいずれかを押さえる体勢になるため、頭を押さえた際に指が髷に入り、反則負けとなるケースも多く見られる。この傾向は引き落としも同様に見られる。
近年では寄り切り・押し出しに次いで出現頻度の高い決まり手となっているが、相撲力が身に付かないため、特に稽古場ではある意味で本場所以上に好まれない技である。

## 得意とする力士
当決まり手を得意とする力士には突っ張りから叩き込みに転じる例が多く、現役力士では欧勝馬・友風・東白龍が、引退力士では鶴竜（現・音羽山）・雅山（現・二子山）・碧山（現・岩友）・舛田山・闘牙・千代大龍らが、それぞれ有名とされる。突っ張りを得意としていた力士で、体力の衰えと技術の円熟に応じて叩き込みをも得意とした例に千代大海（現・九重）・寺尾・貴闘力などがいた。鶴竜の場合は横綱昇進以降に比較的この技を多用したために卑怯である印象が持たれてしまっていたり、迂闊な叩きがきっかけで相手を呼び込み中に入れてしまい墓穴を掘り負けたりする事が散見され、横綱として相応しくないと取り口を批判されたこともあった。

## 首叩き
現在公式の決まり手名称としては採用されていないが、現在の公式の叩き込みのうち、首を叩いて落とすパターンは、古くは「首叩き（くびたたき）」と呼ばれた。
公式決まり手制定以前、「首叩き」としてマスコミにより報道された取組は次の通り。
- 昭和13年5月場所8日目　○土州山－源氏山×
- 昭和19年1月場所4日目　○九州山－輝昇×

## 叩き落とし
これも現在公式の決まり手の名称としては採用されていないが、公式決まり手制定以前には、現在の叩き込みに含まれると思われる決まり手名称として、「叩き落とし（はたきおとし）」という決まり手がマスコミにより報道されたこともあったが、叩き込みとの技の内容の違いは明確でなく、「叩き込み」の誤植である可能性もある。「叩き落とし」として記録された取組は次の通り。
- 昭和20年6月場所3日目　○高津山－神東山×
- 昭和24年1月場所7日目　○若葉山－甲斐錦×